# Giuseppe Rapisarda
Giuseppe Rapisarda (* 6. September 1985) ist ein Schweizer ehemaliger Fussballspieler.
Giuseppe Rapisarda begann seine Karriere 2004 beim FC Zürich. Nach zwei Saisons wechselte er dann im Jahr 2006 zum FC Wohlen. Von 2007 bis Juni 2011 spielte er für den FC Aarau. Anschliessend spielte er für den FC Baden, den FC Chiasso, den FC Wohlen, wieder den FC Baden und den FC Seefeld ZH. 2016 war er für eine Saison vereinslos, ab 2017 spielte er für den FC Oerlikon.